# Wszechrosyjskie Zgromadzenie Ustawodawcze

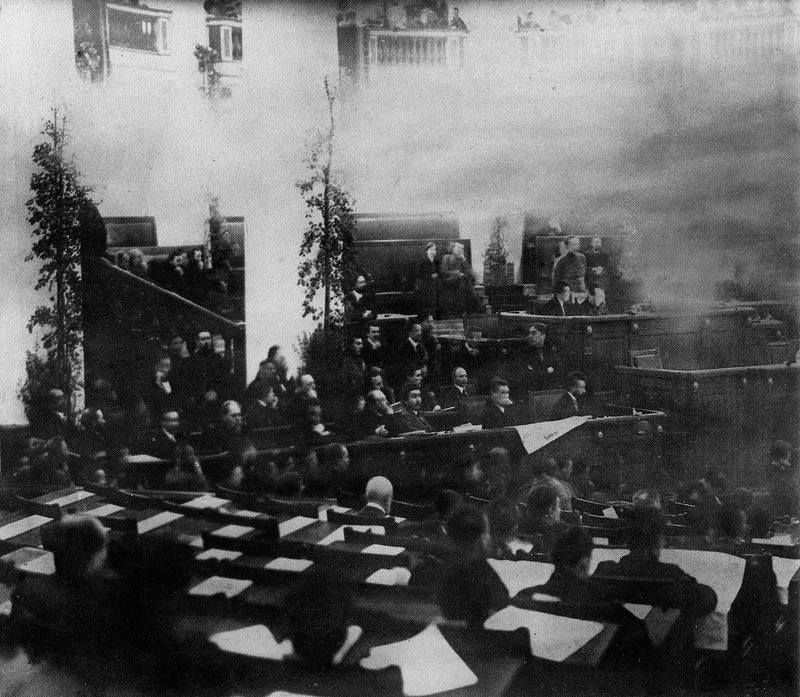
Obrady jedynego posiedzenia Zgromadzenia 18 stycznia 1918

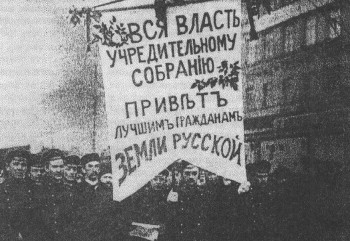
Demonstracja w obronie Konstytuanty 18 stycznia 1918

Zgromadzenie Ustawodawcze Rosji (ros. Всероссійское Учредительное собраніе), Konstytuanta – najwyższy organ władzy ustawodawczej w Rosji (Republice Rosyjskiej) w 1918 r.
Po raz pierwszy zwołania Zgromadzenia Ustawodawczego żądali na początku XIX wieku dekabryści. Od tego czasu hasło to znalazło się w programach partii opozycyjnych wobec caratu: Woli Ludu, kadetów, eserowców i socjaldemokratów i było popularne w okresie rewolucji 1905 roku.
Po rewolucji lutowej i obaleniu caratu podstawą porozumienia między Komitetem Tymczasowym Dumy Państwowej a Piotrogrodzką Radą Delegatów Robotniczych i Żołnierskich było zwołanie Konstytuanty, które miało zakończyć okres dwuwładzy. Wybory odbyły się 12 listopada?/25 listopada 1917 (tzn. już po obaleniu Rządu Tymczasowego i przejęciu władzy przez bolszewików) przy frekwencji ok. 50%. W wyborach uczestniczyło 44,4 mln uprawnionych do głosowania. Eserowcy zdobyli 40%, bolszewicy 23,9%, kadeci 4,7%, mienszewicy 2,3%.
5 stycznia?/18 stycznia 1918 w Pałacu Taurydzkim odbyło się pierwsze i jedyne posiedzenie Zgromadzenia z udziałem 410 deputowanych (w tym 155 popierających Radę Komisarzy Ludowych – bolszewików i lewicowych eserowców). Przewodniczącym został wybrany Wiktor Czernow z partii socjalistów-rewolucjonistów (eserowców). Bolszewicy zażądali od Zgromadzenia uchwalenia zrzeczenia się uprawnień legislacyjnych oraz zatwierdzenia wszystkich dekretów wcześniej wydanych przez Radę Komisarzy Ludowych, a w końcu odroczenia obrad. Kluczowy punkt przedstawionej przez bolszewików uchwały brzmiał: Zgromadzenie Konstytucyjne uważa, że zadania jego wyczerpują się na ustanowieniu głównych podstaw socjalistycznej przebudowy społeczeństwa. Wniosek został odrzucony większością 237 przeciw 136 głosom. Po odrzuceniu wniosku bolszewików, ci opuścili posiedzenie, oświadczając, że Zgromadzenie opanowali „kontrrewolucjoniści”. Obrady kontynuowano. O 2.30 nad ranem 19 stycznia salę posiedzeń opuścili sprzymierzeni z bolszewikami lewicowi eserowcy, kwestionując legalność obrad z powodu braku kworum. O godz. 4 nad ranem, gdy Wiktor Czernow ogłaszał zniesienie prywatnej własności ziemi, bolszewicka ochrona pałacu zażądała zakończenia posiedzenia. Marynarz Anatolij Żelezniakow oświadczył delegatom, że warta jest zmęczona (ros. караул устал – karauł ustał). Czernow kontynuował obrady jeszcze przez 20 minut, po czym pod presją wkraczających do sali dalszych uzbrojonych oddziałów bolszewickich odroczył posiedzenie do godziny 17. tego samego dnia. Zgromadzenie już nigdy więcej się nie zebrało.
6 stycznia?/19 stycznia Rada Komisarzy Ludowych wydała dekret o rozwiązaniu Konstytuanty jako zgromadzenia kontrrewolucyjnego. 
Masowe demonstracje uliczne w Piotrogrodzie w obronie Konstytuanty zostały stłumione przez bolszewików przy użyciu broni palnej. 
Richard Pipes:
W jakimś sensie można by powiedzieć, że bolszewicy objęli rządy w Rosji nie tyle w październiku 1917, co w styczniu 1918 roku. By użyć słów jednego ze współczesnych, „autentyczny, prawdziwy bolszewizm, bolszewizm najszerszych mas, zapanował dopiero po 5 stycznia”. W istocie rzeczy rozpędzenie Zgromadzenia Konstytucyjnego pod wieloma względami było dla przyszłości Rosji donioślejsze niż zamach październikowy, przeprowadzony za dymną zasłoną hasła „Cała władza w ręce rad!”. Podczas gdy cele Października były ukrywane przed praktycznie wszystkimi, z szeregowymi bolszewikami włącznie, to po 5 stycznia nie mogło być żadnych wątpliwości co do zamiarów bolszewików: właśnie wtedy rozwiali oni resztkę złudzeń pokazując, że nie zamierzają zwracać najmniejszej uwagi na opinię publiczną. Nie musieli słuchać głosu ludu, gdyż to oni byli „ludem” w dosłownym znaczeniu. Jak to ujął Lenin: „Rozpędzenie Zgromadzenia Konstytucyjnego przez władze radzieckie [oznaczało] całkowitą, jawną likwidację formalnej demokracji w imię rewolucyjnej dyktatury”.
W czasie rosyjskiej wojny domowej deputowani podejmowali nieudane próby rekonstrukcji Zgromadzenia. Po zajęciu przez Korpus Czechosłowacki Samary, 92 członków Zgromadzenia pod przewodnictwem Wiktora Czernowa obradowało jako Komucz, powołało rząd, przywróciło swobody obywatelskie na kontrolowanym obszarze i przeprowadziło na nim wolne wybory.